# Nanteuil-en-Vallée
Nanteuil-en-Vallée – miejscowość i gmina we Francji, w regionie Nowa Akwitania, w departamencie Charente.
Według danych na rok 1990 gminę zamieszkiwało 1496 osób, a gęstość zaludnienia wynosiła 22 osób/km² (wśród 1467 gmin regionu Poitou-Charentes Nanteuil-en-Vallée plasuje się na 186. miejscu pod względem liczby ludności, natomiast pod względem powierzchni na miejscu 12.).